# Maxell

Logo de l’entreprise.

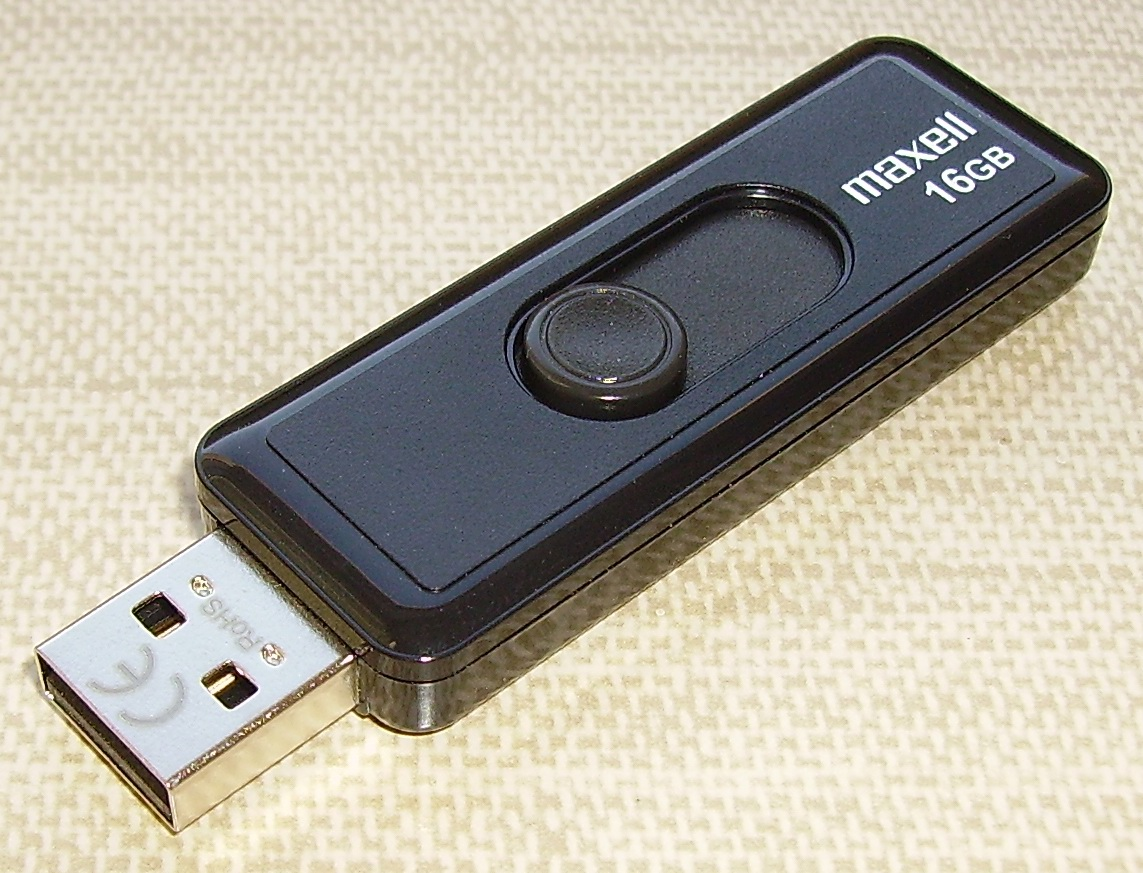
Clé USB Maxell.

Maxell (contraction de « maximum capacity dry cell ») est une multinationale, créée en 1960, spécialisée dans les supports de stockage. C’est une filiale du groupe Hitachi.
On y retrouve :
- cassettes audio ;
- CD, CD-R/RW ;
- DVD, DVD-R, DVD±RW, DVD-RAM ;
- MD ;
- cassettes VHS et pour caméscope ;
- disquettes ;
- broadcast (cassettes professionnelles) ;
- clés USB ;
- piles ;
- ainsi que quelques périphériques informatiques (webcams, baladeurs MP3, claviers, etc.).